# Marea Siberiană Orientală
Marea Siberiană Orientală este o mare din Oceanul Arctic, fiind situată între insulele Wranghel la est, coasta Siberiei la sud și insulele Noii Siberii la vest. 

## Istoric
Marea Siberiană Orientală a fost pentru prima dată explorată și cartografiată de Semion Drejnev, călătorind de-a lungul coastei siberiene, până aproape de strâmtoarea Bering. 

## Geografie
Marea Siberiană Orientală este una din cele mai mari mări ai Oceanului Arctic. Principalele râuri ce se varsă în mare sunt Kolyma și Alazeya. Principalul oras-port este Pevek. 

## Clima
Clima este una rece, marea fiind ocupată de ghețari aproape tot anul, în afară de lunile iulie - august, când temperaturile ating 0 - 1 grade Celsius. Iarna, temperatura apei poate coborî până la -20 grade Celsius. Salinitatea variază între 5 ‰, în regiunea de coastă, și 30 ‰ în partea de nord a mării.

## Fauna
Sunt des întâlnite focile, morsele. 